# 近藤基吉
近藤基吉（こんどう もときち、1906年-1980年12月14日）は、日本の数学者。東京都立大学 (1949-2011)・東海大学名誉教授。

## 来歴
高知県生まれ。1930年東北帝国大学理学部数学科卒、1940年北海道帝国大学理学部助教授、「射影集合に関する研究」で北海道帝大理学博士。1943年九州帝国大学理学部教授、1951年東京都立大学 (1949-2011)理学部教授。1969年定年退官、名誉教授、東海大学理学部教授。のち名誉教授。

## 著書
- Selected works of Motokiti Kondô. Tosiyuki Tugué, Hisao Tanaka, Yutaka Yasuda, ed. (1985). 国立国会図書館書誌ID:000002107066
- 『実函数論』朝倉書店〈近代数学講座 3〉、1968年。国立国会図書館書誌ID:000001108130。
  - 『実函数論 復刊』朝倉書店〈近代数学講座 2〉、2004年。ISBN 4-254-11652-7。
- 『実函数論演習』朝倉書店〈近代数学講座 4〉、1969年。国立国会図書館書誌ID:000001120451。
  - 『実函数論演習 復刊』朝倉書店〈近代数学講座 演習編 2〉、2007年。ISBN 978-4-254-11662-5。
- 『現代数学入門 新しい数学像を求めて』日本評論社、1975年。NDLJP:12607538。

### 共編著
- 『解析「1」の綜合演習 基礎把握と実力完成』小川定胆共著 山海堂 1952 大学受験演習問題叢書
- 『解析学 大学教課 訂2版』林五郎共編、養賢堂、1952年。NDLJP:1371400。
- 『代数学演習 大学教課 改訂増補』折原正江共編（4版）、養賢堂、1959年。NDLJP:1377730。
- 『代数学要論 大学教課』山本生三共編、養賢堂、1955年。NDLJP:1374640。
- 『解析1の綜合演習』小川定胆共著 山海堂 1956 大学受験演習問題叢書
- 『情報科学の展開』編著、東海大学出版会〈情報科学集書 1〉、1973年。NDLJP:12628103。
- 『現代数学 成立と課題』井関清志との共著、日本評論社、1977年。NDLJP:12608815。
- 『近代数学 : 現代数学の黎明期 上』井関清志との共著、日本評論社、1982年。NDLJP:12608098。
- 『近代数学 : 現代数学の黎明期 下』井関清志との共著、日本評論社、1986年。NDLJP:12608095。
- 『微積分学』鶴見和之、山崎晴司、佐藤穂、田中純一との共著、学術図書出版社、1983年。NDLJP:12623338。

### 翻訳
- W.ルディン『現代解析学』柳原二郎との共訳、共立出版、1971年。国立国会図書館書誌ID:000001121899。
  - W.ルディン『現代解析学 復刊』柳原二郎との共訳、共立出版、2010年。ISBN 978-4-320-01945-4。
- コーヘン『連続体仮説』坂井秀寿・沢口昭聿との共訳、東京図書、1972年。NDLJP:12608356。

## 参考
- 『実函数論』著者紹介
- 『人物物故大年表』